# Locomotiva FS 746
Il gruppo 746 è un gruppo di locomotive a vapore delle Ferrovie dello Stato costruita nel 1926, con rodiggio 1-4-1 a vapore surriscaldato a 4 cilindri e doppia espansione con velocità massima di 100 km/h.

## Storia
Le locomotive del gruppo 746 nacquero dall'esigenza di aumentare la composizione dei treni viaggiatori diretti negli anni susseguenti alla prima guerra mondiale. Tuttavia l'armamento della maggior parte delle linee ferroviarie dell'epoca non era dei migliori e le opere d'arte risentivano della vetustà del loro progetto. La locomotiva quindi doveva avere una potenza elevata e un peso assiale basso, cosa di per sé difficile da realizzare. Venne deciso allora di aumentare il numero di assi allo scopo di contenere entro limiti accettabili il peso massimo per asse. La scelta fu per un rodiggio 1-4-1 che permise, pur con un peso aderente di 64,8 tonnellate, di contenere il peso assiale in 16,5 t. per asse. Il diametro delle ruote motrici ricalcò quello delle già esistenti locomotive veloci per treni viaggiatori e cioè le locomotive Gruppo 640 e Gruppo 680; ne risultò una macchina in grado di raggiungere i 100 km/h con una potenza continuativa di circa 1.600 hp alla velocità di 75 chilometri orari. Dieci locomotive del gruppo 746 furono interessate dall'applicazione della distribuzione Caprotti e rappresentarono una delle più potenti e imponenti locomotive prodotte in Italia. La loro carriera tuttavia fu abbastanza breve; incalzate dalle elettrificazioni, vennero presto emarginate dalle linee ferroviarie principali e terminarono la loro carriera verso la metà degli anni sessanta. I ricordi di chi le ha condotte serbano la soddisfazione per la prestanza del mezzo unita al ricordo dell'immane fatica dei fuochisti per la ricarica di carbone nel profondo forno.

## Caratteristiche tecniche
La locomotiva era fornita di una caldaia della lunghezza totale di 11.695 mm atta a contenere un volume di 7,66 metri cubi di acqua e 4 metri cubi di vapore con una pressione massima di 14 bar. I tubi bollitori, del tipo liscio, della lunghezza di 5.800 mm, erano 185; 27 tubi del diametro di 133 mm contenevano gli elementi surriscaldatori.
Il forno, ampio e profondo, era lungo 3.050 mm e largo 1430 mm, con un'altezza media di 1.640 mm sulla graticola. Quest'ultima aveva una superficie di ben 4,30 metri quadrati. Per mezzo di queste caratteristiche, la produzione oraria di vapore saturo secco della locomotiva raggiungeva i 12.500 kg.
Il combustibile usato era il carbone, ma nel periodo susseguente alla seconda guerra mondiale venne applicata ad un certo numero di locomotive l'alimentazione a nafta per mezzo di due bruciatori opportunamente installati nel forno.
Essendo una macchina a doppia espansione era dotata di cilindri ad alta pressione, del diametro di 490 mm e a bassa pressione di 720 mm che facevano una corsa di 680 mm nel loro movimento alternativo. La distribuzione era del tipo Walschaert con distributori cilindrici.
La locomotiva era costituita da un carro di circa 14 metri su cui erano disposte le quattro ruote motrici del diametro (a cerchioni nuovi) di 1.880 mm, una sala portante posteriore di tipo Bissel e una sala anteriore che costituiva un carrello di tipo italiano con la prima ruota accoppiata.
La potenza continuativa sviluppata dalla locomotiva, a 75 km/orari era di 1750 cavalli con uno sforzo di trazione massimo di 14.000 kg, e uno normale, continuo, di 5760 kg.
La locomotiva era dotata di apparecchiature e condotte per il riscaldamento a vapore delle carrozze.
Il sistema frenante prevedeva, oltre al freno a mano di stazionamento, il freno moderabile e il freno continuo automatico ad aria compressa.
Il tender, a carrelli, era del tipo unificato da 22 tonnellate d'acqua. Il suo peso totale a pieno carico risultava di 50.100 kg, con 6.000 kg di carbone e una dotazione di 100 kg di attrezzi e ferri da fuoco.

## Deposito locomotive di assegnazione
I primi depositi di assegnazione dopo i collaudi furono nel 1923,
- Roma S.Lorenzo: 746.001-015
- Napoli: 746.016-029
- Firenze: 746.030-040

Negli anni successivi fecero la loro comparsa anche a Milano, poi in seguito all'apertura della Direttissima Roma-Napoli, nel 1927, la dotazione delle macchine di Napoli venne via via aumentata fino a 23 unità.
A partire dalla fine del 1935 in seguito alla elettrificazione della fondamentale tratta Napoli-Roma-Firenze le 746.xxx di queste due ultime località venne ripartite tra Ancona, Salerno e Reggio Calabria. Ma elettrificata, entro il 1937, anche la linea Tirrenica meridionale, passarono lo Stretto di Messina venendo assegnate al Deposito locomotive di Catania. Nel periodo bellico, anche Torino ebbe una fugace dotazione di 746.xxx, ma già nel 1957 risultavano essere assegnate quasi tutte tra Ancona e Catania e in questi depositi conclusero verosimilmente la loro non lunga vita.

Locomotiva FS 746.038 a Verona Porta Vescovo.

## Problemi tecnici e incidenti
A causa della loro mole, specie nei primi tempi, dissestavano, a volte, i malandati binari, per cui i milanesi le affibbiarono il soprannome di Krassin dal nome del rompighiaccio russo che aveva raggiunto la sfortunata spedizione polare di Umberto Nobile.
Il motore a doppia espansione, tra l'altro diverso da quello fino ad allora adottato sulle locomotive compound FS (motore Plancher), fu anche fonte di problemi. In pratica, studi approfonditi sul suo rendimento, mostrarono che per velocità superiori ai 70 km/h i cilindri di bassa pressione contribuivano in maniera trascurabile al lavoro motore. Alcuni esperimenti di trasformazione del motore da compound a cilindri gemelli mostrarono la validità della strada intrapresa. Tuttavia tali esperienze giunsero troppo tardi, in un momento in cui le elettrificazioni a 3000 V corrente continua stavano procedendo di gran carriera. Conseguentemente fu deciso di non andare oltre.
Il 25 febbraio del 1956 la 746.038 del deposito locomotive di Pescara, dopo avere urtato una frana abbattutasi sulla linea nella notte, sviava dal binario finendo in mare presso punta Ferruccio. Il recupero della locomotiva, flagellata dalle onde dell'Adriatico, iniziò il 6 marzo e si protrasse fino al 5 aprile successivo. Nella prima fase il tender, che aveva perso entrambi i carrelli, venne sollevato e trainato tramite due carrellini, su un binario provvisorio in pendenza del 180 per mille fino al binario di corsa. Il peggioramento delle condizioni del mare rese però irraggiungibile la locomotiva e fu necessario ricorrere alla costruzione di una diga semicircolare intorno ad essa. Il recupero avvenne infine per mezzo di due locomotive 735 che, non senza notevoli fatiche e difficoltà, trainarono con un cavo d'acciaio la 746 su un nuovo tratto di binario provvisorio, in pendenza del 100 per mille, appositamente costruito fino alla battigia.

## Unità Conservate
Dell'intero Gruppo 746 risultano sopravvissute due unità: la 746.031 e la 746.038. Con l'istituzione della Fondazione Ferrovie dello Stato nel 2013, entrambe le unità sono state acquisite da essa.
L'unità 031 è in perfetto stato di conservazione ma non è atta a circolare in quanto si trova musealizzata presso il Museo nazionale della scienza e della tecnologia "Leonardo da Vinci" a Milano.
L'unità 038, soprannominata "La Ribelle", è rimasta monumentata all'aperto presso le Officine Grandi Riparazioni di Verona Porta Vescovo per molti anni, esposta alle intemperie. Nell'anno 2011 la locomotiva è stata rimossa dal tronchino su cui sostava da tempo ed è stata trasferita presso il Deposito Rotabili Storici di Pistoia in attesa di un futuro possibile ripristino. Nonostante la lunga esposizione all'aperto, la 038 si presenta in discreto stato di conservazione e ciò rende più praticabile il progetto di un futuro ripristino per riportarla atta a circolare alla testa di treni storici. In attesa di un possibile restauro completo e funzionale, la locomotiva è stata sottoposta ad un accurato lavoro di restauro estetico da parte dei volontari dell'Associazione Toscana Treni Storici Italvapore. La locomotiva completamente riverniciata nella sua livrea originale, è stata presentata al pubblico in'occasione del Porte Aperte al DRS Pistoia nell'Aprile 2018.

### Fonti a stampa
- Enrico Levi, Nuove locomotive Mikado (1-4-1) a grande velocità per treni diretti su linee accidentate delle F.S. italiane, in Rivista tecnica delle ferrovie italiane, a. 13, 25 (1924), n. 4, pp. 109–117 e tavv. XIV e XV f. t. Rist. anast. in Ingegneria ferroviaria, 66 (2011), n. 12, pp. 1075–1083.

### Storiografia e complementi
- Attualità d'epoca, in I treni, 32 (2011), n. 334, p. 13.
- Giovanni Cornolò, Locomotive a vapore FS, 2. ed., Parma, Ermanno Albertelli, 1998, pp. 408–417, ISBN 88-85909-91-4.
- Gian Franco Ferro, Domenico Villa, Il disegno della locomotiva italiana. Gr. 746 F.S., in Tutto treno, 4 (1991), n. 30, pp. 8 n. n.
- (EN)  Peter Michael Kalla-Bishop, Italian State Railways steam locomotives, Abingdon, R. Tourret, 1986, pp. 75–76, ISBN 0-905878-03-5.
- Erminio Mascherpa, Gian Guido Turchi, 746 la grande, in I Treni, 15 (1994), n. 155, pp. 16–27.
- Erminio Mascherpa, Gian Guido Turchi, 746 la grande, in I Treni, 15 (1994), n. 156, pp. 20–32.
- Gian Guido Turchi, 746.038: un difficile recupero, in Italmodel Ferrovie, vol. 29, n. 229, 1979,  pp. 44-46.